# Prosper Kontiebo

Wappen von Prosper Kontiebo als Erzbischof von Ouagadougou

Prosper Kontiebo MI (* 25. September 1960 in Boassa) ist ein burkinischer Ordensgeistlicher und römisch-katholischer Erzbischof von Ouagadougou.

## Leben
Prosper Kontiebo trat der Ordensgemeinschaft der Kamillianer am 8. September 1984 bei, legte die Profess am 8. September 1988 ab, empfing am 25. Juni 1989 die Diakonenweihe und am 7. Juli 1990 die Priesterweihe.
Papst Benedikt XVI. ernannte ihn am 11. Februar 2012 zum ersten Bischof des mit gleichem Datum errichteten Bistums Tenkodogo. Die Bischofsweihe spendete ihm der Erzbischof von Koupéla, Séraphin François Rouamba, am 2. Juni desselben Jahres; Mitkonsekratoren waren Philippe Ouédraogo, Erzbischof von Ouagadougou, und Thomas Kaboré, Bischof von Kaya.
Am 16. Oktober 2023 ernannte ihn Papst Franziskus zum Erzbischof von Ouagadougou.
Die Amtseinführung erfolgte am 16. Dezember desselben Jahres.